# Huanghua
Huanghua (黄骅 ; pinyin : Huánghuá) est une ville de la province du Hebei en Chine. C'est une ville-district placée sous la juridiction de la ville-préfecture de Cangzhou.

## Démographie
La population du district était de 470 586 habitants en 1999.